# Jesuitenresidenz Kastl
Die Jesuitenresidenz Kastl an Stelle der ehemaligen Klosterburg Kastl war im 17. Jahrhundert eine Niederlassung des Jesuitenordens in Kastl in der Oberpfalz (Bistum Eichstätt).

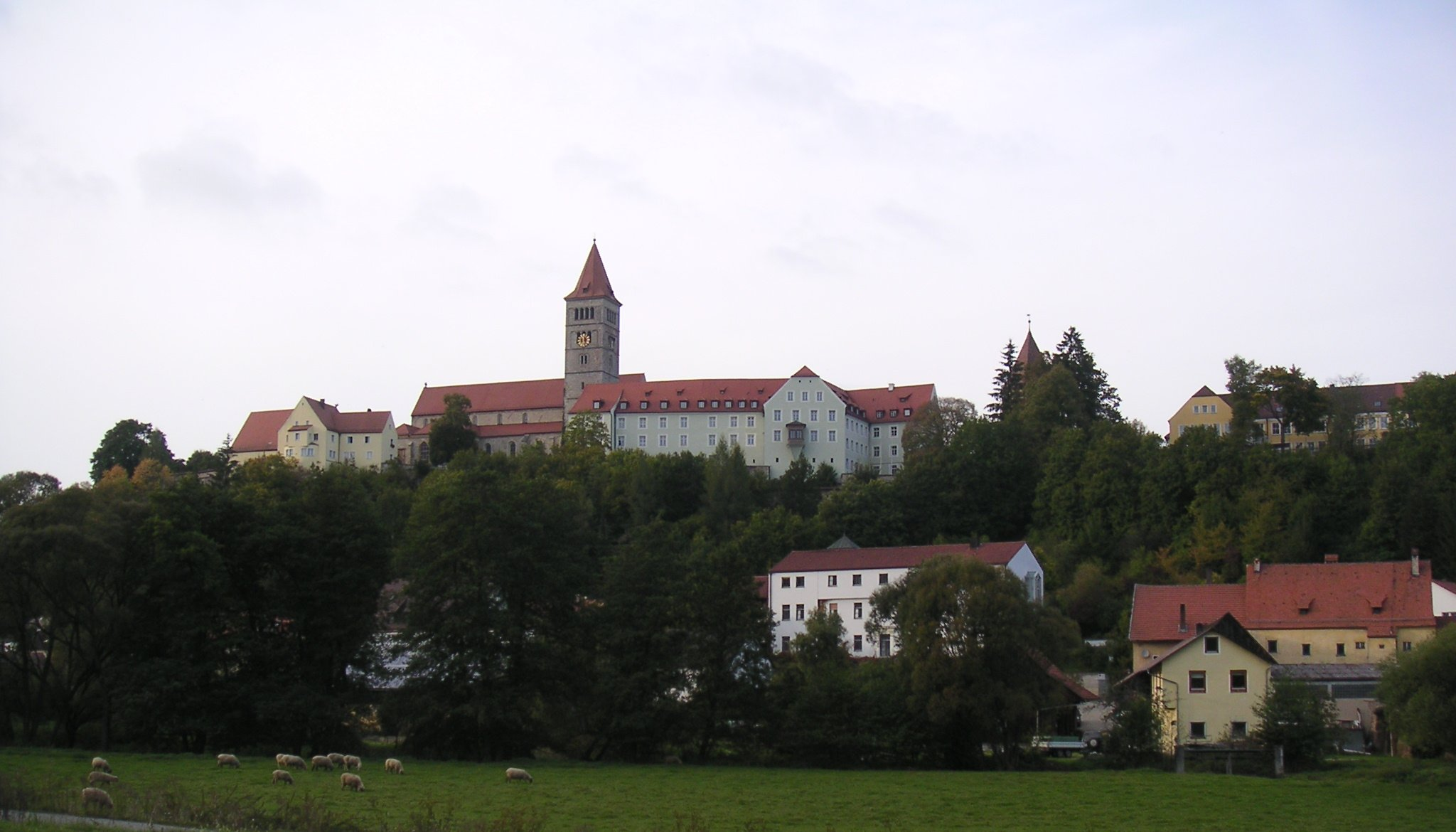
Die Klosterburg Kastl, die den Jesuiten 1636 bis 1773 als Residenz diente.

## Geschichte
Nachdem Kurfürst Friedrich V. von der Pfalz 1620 in der Schlacht am Weißen Berg den mit Maximilian von Bayern verbündeten Habsburgern unterlegen war, verlor er seine Erblande und mit ihnen die Oberpfalz. Diese wurde ab 1624 von Maximilian rekatholisiert. Im Zuge dieser gegenreformatorischen Maßnahme erhielten die Jesuiten in Amberg am 9. November 1627 die Seelsorge in Kastl, Pfaffenhofen (hier nur bis 1629) und Götzendorf übertragen. Üblicherweise missionierten die Jesuiten zu zweit. Am 9. Januar 1636 wies ihnen der bayerische Kurfürst das seit der Reformationszeit aufgehobene Benediktinerkloster St. Petrus als Residenz an. Hier verblieben die Jesuiten bis zum Verbot des Ordens 1773. Unter ihnen erfolgten 1715 ein umstrittener Umbau und die barocke Neuausstattung der Klosterkirche.